# Chaco (chi nhện)
Chaco là một chi nhện trong họ Nemesiidae.
Calisoga được miêu tả năm 1905 bởi Tullgren.

## Các loài
Chaco có các loài sau:
- Chaco melloleitaoi (Bücherl, Timotheo & Lucas, 1971)
- Chaco obscura Tullgren, 1905
- Chaco patagonica Goloboff, 1995
- Chaco sanjuanina Goloboff, 1995
- Chaco socos Goloboff, 1995
- Chaco tecka Goloboff, 1995
- Chaco tigre Goloboff, 1995
- Chaco tucumana Goloboff, 1995